# Amoni fluoride
Amoni fluoride là một hợp chất vô cơ có công thức hóa học NH4F. Nó kết tinh dưới dạng lăng kính không màu nhỏ, có mùi vị mặn nhạt, và rất hòa tan trong nước.

## Cấu trúc tinh thể
Amoni fluoride có cấu trúc tinh thể wurtzit, trong đó cả cation amoni và các anion fluoride được xếp chồng lên nhau trong các lớp ABABAB…, mỗi lớp đều được bao quanh bởi bốn lớp khác. Có N–H…F là liên kết hydro giữa anion và cation. Cấu trúc này rất giống với đá, và amoni fluoride là chất duy nhất có thể tạo ra các tinh thể hỗn hợp với nước.

## Phản ứng
Khi đi qua khí hydro fluoride dư qua muối, amoni fluoride hấp thụ khí để tạo thành hợp chất phức amoni bifluoride. Phản ứng xảy ra là:
NH4F + HF → NH4HF2
Nó được tạo ra khi được nung nóng. Trong khi thăng hoa, muối phân hủy thành amonia và hydro fluoride, và hai loại khí này có thể kết hợp lại để tạo ra amoni fluoride, tức là phản ứng có thể xảy ra hai chiều:
NH4F ⇌ NH3 + HF

## Sử dụng
Chất này thường được gọi là "fluoride ammonium thương mại". Từ "trung tính" đôi khi được thêm vào "amoni fluoride" để đại diện cho muối trung hòa —[NH4]F vs. "muối acid" (NH4HF2). Muối acid thường được sử dụng thay vì muối trung tính trong khắc acid và các silicat liên quan. Đặc điểm này giống nhau giữa tất cả các chất fluoride hòa tan. Vì lý do này, nó không thể được xử lý trong ống nghiệm hoặc thiết bị thử nghiệm bằng kính trong quá trình làm việc trong phòng thí nghiệm.
Nó cũng được sử dụng để bảo quản gỗ, như một chất chống bẩn, trong in và nhuộm hàng dệt may, và như là một chất khử trùng trong các nhà máy bia.